# I'll Never Get Out of This World Alive (Steve Earle)
I'll Never Get out of This World Alive (lett. Non uscirò mai da questo mondo vivo) è il 14º album in studio del cantante alternative country Steve Earle, pubblicato nel 2011, prodotto da T Bone Burnett. Tutti i brani sono scritti da Earle, ad eccezione della traccia del titolo - che è inclusa come traccia bonus reperibile solo tramite download.
Il singolo è stato registrato tra maggio e novembre 2010, ma fu pubblicato solo il 26 aprile dell'anno successivo, con l'etichetta discografica: New West.

## Critica
| Testata             | Voto   |
| ------------------- | ------ |
| Metacritic          | 74/100 |
| The Daily Telegraph | [ 2 ]  |
| BBC                 | Mixed  |
| AllMusic            | [ 4 ]  |

Quattro delle canzoni sono state originariamente scritte per altri progetti. This City è stato originariamente scritto per lo spettacolo di David Simon: Treme e appare nella sua colonna sonora.
È stato nominato per un Grammy Awards nel 2011 come: "Miglior brano scritto per film, televisione o altri media visivi"; Lonely are the Free è stato scritto e registrato per il film: "Tim Blake Nelson", del 2010, in cui Earle aveva una piccola parte. Questa versione precedente è stata giocata nei titoli di coda ed è apparsa nella colonna sonora del film. In origine, Earle aveva scritto i brani: "God is God" e: "I am a Wanderer" per Joan Baez - per l'album: "Day After Tomorrow".
Earle ha affermato che il titolo dell'album è ispirato alla canzone omonima di Hank Williams - disponibile come traccia bonus su iTunes. Earle ha anche scritto un romanzo con lo stesso titolo dell'album.

## Tracce
Di seguito sono elencate tutte le tracce (appartenenti alle canzoni presenti) nell'album.
1. Waitin' On The Sky – 3:29
2. Little Emperor – 2:58
3. The Gulf Of Mexico – 4:16
4. Molly-O – 3:21
5. God Is God – 4:00
6. Meet Me In The Alleyway – 4:26
7. Every Part Of Me – 2:51
8. Lonely Are The Free – 3:23
9. Heaven Or Hell (With Allison Moorer) – 3:26
10. I Am A Wanderer – 2:53
11. This City – 2:43
12. I'll Never Get Out of This World Alive (traccia bonus) – 2:39